# Edward A. Perry

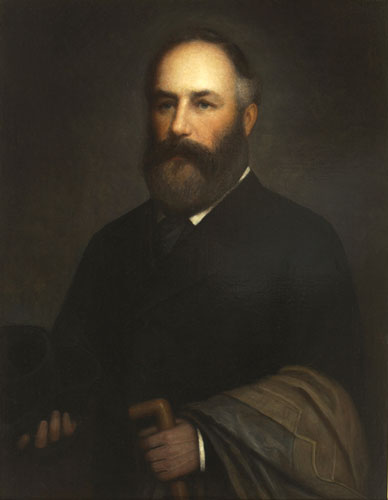
Edward Perry

Edward Aylesworth Perry (* 15. März 1831 in Richmond, Berkshire County, Massachusetts; † 15. Oktober 1889 in Kerville, Texas) war ein US-amerikanischer Politiker und von 1885 bis 1889 der 14. Gouverneur des Bundesstaates Florida.

## Frühe Jahre
Der junge Edward Perry studierte für kurze Zeit an der Yale University, machte dort aber keinen Abschluss. Er zog von Massachusetts nach Greenville in Alabama, wo er als Lehrer tätig war und sein Jurastudium fortsetzte. Nach dem Ende des Studiums und seiner Zulassung als Anwalt zog er nach Pensacola in Florida und eröffnete dort eine Praxis.

## Bürgerkriegsaktivitäten
Obwohl Perry aus Massachusetts stammte und die Mitglieder seiner Familie treue Anhänger der Union waren, entschied er sich bei Ausbruch des Bürgerkriegs, für die Sache des Südens zu kämpfen. Innerhalb eines Jahres war er in der Armee der Konföderation vom Captain zum Brigadegeneral aufgestiegen. Er nahm an einigen Schlachten teil und wurde mehrfach verwundet.

## Gouverneur von Florida
Nach dem Ende des Krieges wurde Perry wieder als Anwalt tätig. Gleichzeitig ging er in die Politik. Im Jahr 1884 wurde er von seiner Demokratischen Partei als Gouverneurskandidat nominiert und anschließend von den Wählern in dieses Amt gewählt. Seine vierjährige Amtszeit begann am 7. Januar 1885. In dieser Zeit wurde eine neue Verfassung für Florida erarbeitet. Sechs neue Countys wurden gegründet, Pensionen für Kriegsveteranen wurden gesetzlich eingeführt, und das Bildungswesen wurde gefördert. Es entstanden zahlreiche neue Schulen. Damals entstand auch das „State board of Education“, was etwa einem Schulministerium entspricht.
Nach dem Ablauf seiner Amtszeit am 8. Januar 1889 durfte Perry wegen einer Verfassungsklausel nicht direkt wieder kandidieren. Daher schied er aus dem Amt aus. Es blieb ihm aber keine Zeit, seinen Lebensabend zu genießen. Noch im selben Jahr erlag er einem plötzlichen Herzanfall. Edward Perry war mit Virginia Taylor verheiratet, mit der er fünf Kinder hatte.